# Herman Vandormael
Herman Vandormael (Halle, 10 november 1938) is een Belgisch doctor in de geschiedenis, auteur en voormalig programmamaker bij de vroegere BRT.

## Biografie
Herman Vandormael studeerde geschiedenis aan de Universiteit Gent. Hij begon als leerkracht Nederlands en geschiedenis en werd later tot conservator van het Kasteel van Gaasbeek benoemd.
Voor de BRT (nu VRT) maakte hij verschillende historische programma’s.
Hij verwierf algemene bekendheid met zijn boeken Verborgen oorlogsjaren – Ondergedoken Joodse kinderen getuigen en Kinderen van Theresienstadt.

## Publicaties
- Vlaanderen: Rijke Lappendeken, samen met Alain Perceval en Carlo Heyman. Leuven: Davidsfonds, 1976.
- Kasteel Van Gaasbeek (2de dr.). Gaasbeek: Kasteel van Gaasbeek, 1985.
- Kasteel Van Gaasbeek. Brussel: Gemeentekrediet van België, 1988.
- Louis Alexander Scockaert, Graaf Van Tirimont 1633-1708. Gaasbeek: Kasteel van Gaasbeek, 1988.
- Armoede en armenzorg vroeger en nu, samen met Veerle Jacobs en Willem Decoodt. Gaasbeek: Kasteel van Gaasbeek, 1989.
- De kruisweg van Edgard Tytgat in het kasteel van Gaasbeek. In: Vlaanderen 38, 227 (september-oktober), p. 281-287, 1989.
- Louis Thévenet. In: Vlaanderen, jg. 39, nr. 4, september-oktober, p. 340-341, 1990.
- Wij zijn de fossemannen anders niks – Mijnwerkers getuigen, De Mijnwerker vzw, 1991.
- Kasteel van Gaasbeek, samen met Laurens De Keyzer en Jos Vandenbreeden. Tielt: Openbaar kunstbezit in Vlaanderen, tweeëndertigste jaargang, januari/februari/maart 1994, nr. 1.
- Het verleden herbouwd: Charle-Albert en de restauratie van het kasteel van Gaasbeek (1889-1898), et al. Gaasbeek: Kasteel van Gaasbeek, 1999.
- Slachtoffer Van Verraad En Intrige – graaf Lamoraal van Egmond 1522-1568, samen met Aline Goosens. Davidsfonds, mei 2007.
- Verborgen oorlogsjaren – Ondergedoken Joodse kinderen getuigen. Tielt: Lannoo, oktober 2009.
- Sterven voor de keizer!. In: HOLVEO (Het Oude Land van Edingen en Omliggende), jaargang XXXIX nr.1, 2011.
- Kinderen van Theresienstadt. Tielt: Lannoo 2012, ISBN 9789401404938

## Varia
Herman Vandormael is:
- Ereconservator van het Kasteel van Gaasbeek.[1]
- Doctor honoris causa van de Faculteit voor Protestantse Godgeleerdheid (Brussel)[1]
- Cultuurprijsdrager 2008 van de gemeente Herne
- Ereburger van de gemeente Lennik voor zijn jarenlange inzet om de culturele uitstraling van de gemeente te bevorderen.